# Ghost – Das Musical
Ghost – Das Musical ist ein Musical basierend auf dem 1990 erschienenen Film Ghost – Nachricht von Sam von Bruce Joel Rubin, mit Musik und Texten von Dave Stewart und Glen Ballard.

## Inszenierungen
Am 28. März 2011 erlebte das Musical seine Welturaufführung am Manchester Opera House in Manchester.  Im Juli desselben Jahres hatte die Produktion ihre West-End-Premiere. Hier wurde es bis Oktober 2012 im Piccadilly Theatre gespielt.
Am 23. April 2012 feierte das Stück Premiere am Broadway im Lunt-Fontanne Theatre. Diese Produktion erhielt gemischte Kritiken, obwohl es drei Tony-Award-Nominierungen erhielt. Bis zur Dernière am 18. August 2012 wurden 136 Aufführungen gezeigt.
In einer Koproduktion des Landestheaters Linz und Stage Entertainment wurde am Landestheater Linz in Österreich am 18. März 2017  erstmals eine deutschsprachige Version gezeigt. Für die Neuinszenierung der deutschen Version waren Matthias Davids (Regie) und Lee Proud (Choreografie) zuständig. Als Übersetzer zeichneten Ruth Deny (Dialoge) und Roman Hinze (Gesangstexte) verantwortlich.
Am 7. Dezember 2017 feierte die deutschsprachige Version von Ghost – Das Musical Deutschlandpremiere am Theater des Westens in Berlin. Sam und Molly wurden von Alexander Klaws und Willemijn Verkaik gespielt.
Ghost gehört zu den erfolgreichsten Shows im Theater des Westens und wurde bis zur Dernière am 7. Oktober 2018 348 Mal gespielt.
Bei den BroadwayWorld Awards 2018 Germany erhielt  das Musical sechs Auszeichnungen:
- „Best Musical Germany (commercial)“
- Alexander Klaws – „Best Actor in a Musical (commercial)“
- Willemijn Verkaik – „Best Actress in a Musical (commercial)“
- Lee Proud – „Best Choreography“
- Michael Grundner – „Best Lighting Design“
- Leo Kulasz-„Best Costume Design“

## Handlung

### Erster Akt
Der Banker Sam und die Künstlerin Molly ziehen in ihre erste gemeinsame Wohnung in Brooklyn. Unterstützt werden die beiden von Carl, Sams bestem Freund und Arbeitskollegen. Nachdem Carl die beiden ihrem neuen Glück überlässt, finden sich Sam und Molly in einem Streit darüber wieder, dass Sam nicht in der Lage scheint, die Worte „Ich liebe dich“ auszusprechen, und stattdessen lieber nur „Dito“ sagt. Bevor es jedoch zu einem größeren Konflikt kommen kann, schnappt sich Sam seine Gitarre und besingt seine Liebste mit Unchained Melody. Eine Taktik, die er in der Vergangenheit immer wieder anwandte, um Konflikte zu schlichten.
Auf der Arbeit bemerkt Sam auf einigen Konten Unregelmäßigkeiten. Carl bietet seine Hilfe an und übernimmt den Fall, damit Sam sein Date mit Molly wahrnehmen kann. Dankend geht Sam ab und trifft auf Molly, die ihm gesteht, dass sie ihn heiraten möchte. Die erneut aufkeimende „Ich-liebe-dich/Dito“-Diskussion wird abrupt beendet, als das Paar von einem bewaffneten Mann bedroht wird, der Sams Brieftasche fordert. Anstatt klein beizugeben, entschließt sich Sam, den Kampf mit dem Unbekannten aufzunehmen, bis ein Schuss fällt. Der Räuber flieht vom Tatort, nicht jedoch, bevor er Sams Brieftasche und Wohnungsschlüssel mitnimmt. Sam sieht, wie Molly über einem blutenden Mann kniet – und erkennt sich selbst darin. Ihm wird bewusst, dass er tödlich verwundet wurde und als Geist im Zwischenreich gefangen ist. Er folgt Molly, seinem leblosen Körper und den Sanitätern ins Krankenhaus, wo er auf einen weiteren Geist trifft, der ihm erklärt, was mit ihm passiert ist.
Zurück im Loft hilft Carl Molly dabei, Sams Dinge auszusortieren. Nachdem Carl gegangen ist, bricht der Straßenräuber, der Sams Tod verschuldet hat, in die Wohnung ein und beginnt das Appartement zu durchsuchen, während Molly unter der Dusche ist. Nachdem dieser jedoch nicht zu finden scheint, wonach er sucht, folgt Sam dem Mann namens Willie Lopez bis zu dessen Wohnung und findet heraus, dass es noch einen Hintermann gibt. Voller Verzweiflung sucht Sam das Etablissement der Spiritistin Oda Mae Brown auf, die sich selbst als Betrügerin enttarnt. Wie durch ein Wunder besitzt sie jedoch tatsächlich die Gabe, Sam zu hören. Er überredet sie, Molly für ihn zu kontaktieren und zu warnen.
Als die trauernde Molly die Spiritistin vor ihrer Wohnung vorfindet, ist sie misstrauisch. Sie beginnt ihr erst zu glauben, als Oda Mae private Dinge preisgibt, die nur Sam wissen kann. Carl, dem Molly davon erzählt, hält Oda Mae für eine Betrügerin, bietet jedoch an, der Sache auf den Grund zu gehen und die Adresse des angeblichen Willie Lopez selbst aufzusuchen. Begleitet von Sam macht sich Carl auf zu Willies Wohnung. Dort erfährt Sam, dass sein Freund Carl verantwortlich ist für seinen Tod. Während Molly sich Mut macht, an Übersinnliches zu glauben und alle Zweifel hinter sich zu lassen, beklagt Sam seine Hilflosigkeit und Naivität, sich so in seinem besten Freund geirrt zu haben. Carl bricht unterdessen in das Loft ein, stiehlt Sams Notizbuch mit den Kontodaten und ertränkt seine Trauer über den Verlust seines Freundes in Drogen, während er sich selbst davon zu überzeugen versucht, dass Sams Tod nicht sein Verschulden ist.

### Zweiter Akt
Bei der Polizei erfährt Molly, dass Oda Mae bereits wegen mehrfachen Betrugs vorbestraft ist. Als sie Carl davon erzählt, bestärkt dieser sie in ihrer Unsicherheit. Als Carl versucht, sich Molly zu nähern, schafft es Sam, seine Wut zu kanalisieren und wirft einen Bilderrahmen zu Boden. Überrascht und erschreckt darüber bittet Molly, Carl zu gehen.
In der U-Bahn lernt Sam einen weiteren Geist kennen, der Gegenstände willentlich bewegen kann. Sam bittet ihn um Hilfe und findet heraus, wie er mithilfe seiner Wut Dinge bewegen kann. Währenddessen wird Oda Mae von allen möglichen Geistern und deren Verwandten belagert. Sie ist jedoch alles andere als erfreut über diese Situation. Nachdem einer der Geister in ihren Körper einfährt, um mit seiner verbliebenen Frau zu reden, hat Oda Mae endgültig genug. Sie verbannt daraufhin alle. Als Willie ihren Salon aufsucht, um sie zum Schweigen zu bringen, hilft Sam ihr dabei, ihn zu verjagen. Voller Panik läuft Willie vor ein Auto und stirbt. Anstatt als Geist in die Zwischenwelt zu kommen, wird Willies Seele jedoch von Schatten gepackt und fährt direkt in die Hölle. Sam hat einen Plan, wie er Carl aufhalten kann – und dafür braucht er Oda Maes Hilfe.
Molly versucht, Sams Tod zu akzeptieren und damit abzuschließen. Währenddessen machen sich Sam und Oda Mae auf den Weg in die Bank, um die von Carl gestohlenen 10 Millionen Dollar abzuheben, bevor diese an Carls Gläubiger überwiesen werden. Der Plan geht auf. Bevor die beiden jedoch die Bank verlassen, entschließt sich Sam, seinem ehemaligen Freund Carl einen Besuch in Büro abzustatten und ihn das Fürchten zu lehren. Carl, der die Welt nicht mehr versteht, entdeckt, dass das Konto aufgelöst wurde und sein Geld verschwunden ist. Noch bevor er etwas dagegen unternehmen kann, beginnt Sam von unsichtbarer Hand Carls Büro vor dessen Augen zu verwüsten. Mit einem Barscheck in Höhe von 10 Millionen Dollar träumt Oda Mae von einem besseren Leben.
Sam vermutet, dass Carl sich nun an Molly rächen wird, und beauftragt Oda Mae, sie zu warnen. Oda Mae erlaubt ihm, ihren Körper zu benutzen, um Molly ein letztes Mal berühren zu können. Carl verschafft sich mit Gewalt Zugang in die Wohnung und bedroht Molly und Oda Mae mit einer Pistole. Im Handgemenge mit Oda Mae löst sich ein Schuss und Carl stirbt. Dieser sieht Sam in der Zwischenwelt und beteuert, dass er dessen Tod niemals gewollt hatte. Kurz darauf wird Carl von Schatten in die Hölle gezogen.
Die beiden Frauen können nun Sam sehen, und er nimmt endgültig Abschied von Molly. Bevor er ins Licht geht, sagt er die Worte, auf die sie ihr ganzes Leben lang gewartet hat: „Ich liebe dich“.

## Titelliste
| Erster Akt - „Ouvertüre“ – Orchester - „Hier und Jetzt“ – Molly, Sam, Carl - „Unchained Melody“ – Sam - „Mehr“ – Carl, Ensemble - „Drei Worte von Dir“ – Molly, Sam - „Hier ist kein Raum“ – Willie, Sam, Molly, Ensemble - „Lass einfach los“ – Krankenhausgeist, Ensemble - „Kannst du vertrauen?“ – Clara, Louise, Mrs Santiago, Oda Mae - „Du“ – Molly - „Finale Akt 1 - Die Zweifel sind nun fort“ – Molly, Carl, Sam, Ensemble | Zweiter Akt - „Opening Akt 2 - Regen/Lass mich nicht geh'n“ – Molly, Sam, Carl, Ensemble - „Alles neu“ – Carl, Molly, Sam - „Fokus“ – U-Bahn Geist - „Auf ein Wunder warten wir“ – Krankenhaus Geist, Oda Mae, Ensemble - „Immer folgt ein neuer Tag“ – Molly - „Nur weg von hier“ – Oda Mae, Ensemble - „Unchained Melody (Tanz)“ – Sam, Molly - „Finale Akt 2 – Carls Tod & Ascension“ – Carl, Molly, Oda Mae, Sam |

## Stationen des Musicals
- England: Manchester: Premiere: 28. März 2011, Derniere: 14. Mai 2011
- England: London: Premiere: 19. Juli 2011, Derniere: 6. Oktober 2012
- USA: New York City: Premiere: 23. April 2012, Derniere: 18. August 2012 (136 Aufführungen)
- Österreich: Linz, Landestheater: Premiere: 18. März 2017, Dernière: 5. Juli 2017 (16 Aufführungen)
- Deutschland: Berlin, Theater des Westens: Premiere: 7. Dezember 2017, Derniere: 7. Oktober 2018 (348 Aufführungen)
- Deutschland: Hamburg, Operettenhaus: Premiere: 28. Oktober 2018, Derniere: 13. Januar 2019 (91 Aufführungen)
- Deutschland: Stuttgart, SI-Centrum: Premiere: 7. November 2019, Derniere: 12. März 2020 (132 Aufführungen)
- Frankreich: Paris, Théâtre Mogador: Premiere: 7. September 2019
- Seit Anfang 2022 tourt das Musical in Deutschland, Österreich und der Schweiz.[7]

## Besetzung
| Rolle          | Originalbesetzung Manchester/West End (2012)   | Originalbesetzung Broadway (2012) | Originalbesetzung Linz (2017) | Originalbesetzung Berlin (2017) | Originalbesetzung Hamburg (2018) | Originalbesetzung Stuttgart (2019) |
| -------------- | ---------------------------------------------- | --------------------------------- | ----------------------------- | ------------------------------- | -------------------------------- | ---------------------------------- |
| Sam Wheat      | Richard Fleeshman                              | Richard Fleeshman                 | Riccardo Greco                | Alexander Klaws                 | Riccardo Greco                   | Riccardo Greco                     |
| Molly Jensen   | Caissie Levy                                   | Caissie Levy                      | Anaïs Lueken                  | Willemijn Verkaik               | Roberta Valentini                | Roberta Valentini                  |
| Carl Bruner    | Andrew Langtree                                | Bryce Pinkham                     | Peter Lewys Preston           | Andreas Bongard                 | John Vooijs                      | Thomas Hohler                      |
| Oda Mae Brown  | Sharon D. Clarke                               | Da’Vine Joy Randolph              | Ana Milva Gomes               | Marion Campbell                 | Marion Campbell                  | Kim Sanders                        |
| Willie Lopez   | Ivan De Freitas                                | Michael Balderrama                | Mischa Kiek                   | Mischa Kiek                     | Mischa Kiek                      | Vini Gomes                         |
| Subway Ghost   | Adebayo Bolaji                                 | Tyler McGee                       | Gernot Romic                  | Nicolas Boris Christahl         | Marius Bingel                    | Enrico Treuse                      |
| Hospital Ghost | Mark Pearce (Manchester) Mark White (West End) | Lance Roberts                     | Rob Pelzer                    | Klaus Seifert                   | Rob Pelzer                       | Benjamin Beckmann                  |
| Clara          | Lisa Davina Phillip                            | Moya Angela                       | Ariana Schirasi-Fard          | Chasity Elaine Crisp            | Enny de Alba                     | Chasity Elaine Crisp               |
| Louise         | Jenny Fitzpatrick                              | Carly Hughes                      | Gina Marie Hudson             | Denise Lucia Aquino             | Tamara Wörner                    | Bianca Atalaya                     |

## Einspielungen
- 2012 Ghost – The Musical | Original London Cast[8]
- 2017 Ghost – Das Musical | Original Linz Cast[9]

## Auszeichnungen und Nominierungen

### Original-London-Produktion
| Jahr | Auszeichnung            | Kategorie                                          | Nominiert         | Ergebnis  |
| ---- | ----------------------- | -------------------------------------------------- | ----------------- | --------- |
| 2012 | Laurence Olivier Award  | Best New Musical                                   | Best New Musical  | Nominiert |
| 2012 | Laurence Olivier Award  | Best Performance in a Supporting Role in a Musical | Sharon D. Clarke  | Nominiert |
| 2012 | Laurence Olivier Award  | Best Set Design                                    | Rob Howell        | Nominiert |
| 2012 | Laurence Olivier Award  | Best Lighting Design                               | Hugh Vanstone     | Nominiert |
| 2012 | Laurence Olivier Award  | Best Sound Design                                  | Bobby Aitken      | Nominiert |
| 2012 | WhatsOnStage.com Awards | Best New Musical                                   | Best New Musical  | Nominiert |
| 2012 | WhatsOnStage.com Awards | Best Actor in a Musical                            | Richard Fleeshman | Gewonnen  |
| 2012 | WhatsOnStage.com Awards | Best Set Design                                    | Rob Howell        | Nominiert |
| 2012 | WhatsOnStage.com Awards | Best Lighting Design                               | Hugh Vanstone     | Nominiert |
| 2012 | WhatsOnStage.com Awards | Best Sound Design                                  | Bobby Aitken      | Nominiert |

### Original-Broadway-Produktion
| Jahr | Auszeichnung         | Kategorie                                           | Nominiert                               | Ergebnis  |
| ---- | -------------------- | --------------------------------------------------- | --------------------------------------- | --------- |
| 2012 | Tony Award           | Best Performance by a Featured Actress in a Musical | Da’Vine Joy Randolph                    | Nominiert |
| 2012 | Tony Award           | Best Scenic Design                                  | Rob Howell, Jon Driscoll                | Nominiert |
| 2012 | Tony Award           | Best Lighting Design                                | Hugh Vanstone                           | Nominiert |
| 2012 | Drama Desk Award     | Outstanding Set Design                              | Jon Driscoll, Rob Howell und Paul Kieve | Gewonnen  |
| 2012 | Drama League Award   | Distinguished Production of a Musical               | Distinguished Production of a Musical   | Nominiert |
| 2012 | Outer Critics Circle | Outstanding Featured Actress in a Musical           | Da’Vine Joy Randolph                    | Nominiert |
| 2012 | Outer Critics Circle | Outstanding Lighting Design                         | Hugh Vanstone                           | Gewonnen  |